# Stany Zjednoczone na Letnich Igrzyskach Olimpijskich 1924
Stany Zjednoczone na Letnich Igrzyskach Olimpijskich 1924 reprezentowało 299 zawodników: 275 mężczyzn i dwadzieścia cztery kobiety. Był to 8 start reprezentacji USA na letnich igrzyskach olimpijskich.

## Zdobyte medale
| Medal  | Zawodnik | Dyscyplina    | Konkurencja                                    | Rezultat                                                        |
| ------ | --- | ------------- | ---------------------------------------------- | --------------------------------------------------------------- |
| Złoto  | Fidel LaBarba | Boks          | waga musza                                     | W finale pokonał Brytyjczyka James McKenzie                     |
| Złoto  | Jackson Scholz | Lekkoatletyka | Bieg na 200 m mężczyzn                         | 21,6 s                                                          |
| Złoto  | Daniel Kinsey | Lekkoatletyka | Bieg na 110 m przez płotki                     | 15,0 s                                                          |
| Złoto  | Morgan Taylor | Lekkoatletyka | Bieg na 400 m przez płotki                     | 52,6 s                                                          |
| Złoto  | Louis Clarke, Frank Hussey, Alfred LeConey, Loren Murchison | Lekkoatletyka | Sztafeta 4 × 100 m                             | 41,0 s                                                          |
| Złoto  | Commodore Cochran, William Stevenson, Oliver MacDonald, Alan Helffrich | Lekkoatletyka | Sztafeta 4 × 400 m                             | 3:16,0 min                                                      |
| Złoto  | William DeHart Hubbard | Lekkoatletyka | Skok w dal mężczyzn                            | 7,44 m                                                          |
| Złoto  | Harold Osborn | Lekkoatletyka | Skok wzwyż mężczyzn                            | 1,98m                                                           |
| Złoto  | Lee Barnes | Lekkoatletyka | Skok o tyczce mężczyzn                         | 3,95 m                                                          |
| Złoto  | Clarence Houser | Lekkoatletyka | Pchnięcie kulą mężczyzn                        | 14,99 m                                                         |
| Złoto  | Clarence Houser | Lekkoatletyka | Rzut dyskiem mężczyzn                          | 46,15 m                                                         |
| Złoto  | Fred Tootell | Lekkoatletyka | rzut młotem mężczyzn                           | 52,28 m                                                         |
| Złoto  | Harold Osborn | Lekkoatletyka | Dziesięciobój                                  | 7710,775 pkt                                                    |
| Złoto  | Johnny Weissmuller | Pływanie      | 100 m stylem dowolnym mężczyzn                 | 59,0 s                                                          |
| Złoto  | Johnny Weissmuller | Pływanie      | 400 m stylem dowolnym mężczyzn                 | 5:04,2 min                                                      |
| Złoto  | Warren Kealoha | Pływanie      | 100 m stylem grzbietowym mężczyzn              | 1:13,2 min                                                      |
| Złoto  | Bob Skelton | Pływanie      | 200 m stylem klasycznym mężczyzn               | 2:56,6 min                                                      |
| Złoto  | Ralph Breyer, Harrison Glancy, Wallace O’Connor, Johnny Weissmuller, Richard Howell | Pływanie      | 4 × 200 metrów dowolnym                        | 9:53,4 min                                                      |
| Złoto  | Ethel Lackie | Pływanie      | 100 m stylem dowolnym kobiet                   | 1:12,4 min                                                      |
| Złoto  | Martha Norelius | Pływanie      | 400 m stylem dowolnym kobiet                   | 6:02,2 min                                                      |
| Złoto  | Sybil Bauer | Pływanie      | 100 m stylem grzbietowym kobiet                | 1:23,2 min                                                      |
| Złoto  | Euphrasia Donnelly, Gertrude Ederle, Ethel Lackie, Mariechen Wehselau | Pływanie      | 4 × 100 metrów dowolnym                        | 4:58,8 min                                                      |
| Złoto  | Philip Clark, Norman Cleaveland, Dudley DeGroot, Robert Devereaux, George Dixon, Charles Doe, Linn Farish, Edward Graff, Richard Hyland, Caesar Mannelli, John O’Neil, Jack Patrick, William Rogers, Rudy Scholz, Colby Slater, Norman Slater, Edward Turkington, Alan Williams, Alan Valentine | Rugby         |                                                |                                                                 |
| Złoto  | Albert White | Skoki do wody | Trampolina mężczyzn                            | 696,4 pkt                                                       |
| Złoto  | Albert White | Skoki do wody | Wieża skoki proste i złożone mężczyzn          | 97,46 pkt                                                       |
| Złoto  | Elizabeth Becker | Skoki do wody | Trampolina kobiet                              | 474,5 pkt                                                       |
| Złoto  | Caroline Smith | Skoki do wody | Wieża kobiet                                   | 33,2 pkt                                                        |
| Złoto  | Henry Bailey | Strzelectwo   | pistolet szybkostrzelny 25 m indywidualnie     | 18 pkt                                                          |
| Złoto  | Morris Fisher | Strzelectwo   | Karabin dowolny 600 m indywidualnie            | 95 pkt                                                          |
| Złoto  | Raymond Coulter, Joseph Crockett, Morris Fisher, Sidney Hinds, Walter Stokes | Strzelectwo   | Karabin dowolny drużynowo                      | 676 pkt                                                         |
| Złoto  | John Boles | Strzelectwo   | Biegnący jeleń strzał pojedynczy indywidualnie | 40 pkt                                                          |
| Złoto  | Frederick Etchen, Frank Hughes, Samuel Sharman, William Silkworth, John Noel, Clarence Platt | Strzelectwo   | trap drużynowo                                 | 363 pkt                                                         |
| Złoto  | Vincent Richards | Tenis ziemny  | gra pojedyncza mężczyzn                        | w finale pokonał Francuza Henri Cochet 3:2                      |
| Złoto  | Francis Hunter, Vincent Richards | Tenis ziemny  | gra podwójna mężczyzn                          | w finale pokonali Francuzów Jacques Brugnon, Henri Cochet 3:2   |
| Złoto  | Helen Wills Moody | Tenis ziemny  | gra pojedyncza kobiet                          | w finale pokonała Francuzkę Julie Vlasto 2:0                    |
| Złoto  | Hazel Wightman, Helen Wills Moody | Tenis ziemny  | gra podwójna kobiet                            | W finale pokonały Brytyjki 2:0                                  |
| Złoto  | Hazel Wightman, Richard N. Williams | Tenis ziemny  | gra mieszana                                   | W finale pokonali rodaków Marion Jessup, Vincent Richards 2:0   |
| Złoto  | Paul Costello, John B.Kelly | Wioślarstwo   | Dwójka podwójna                                | 6:34,0 min                                                      |
| Złoto  | Leonard Carpenter, Howard Kingsbury, Alfred Lindley, John Miller, James Rockefeller, Frederick Sheffield, Benjamin Spock, Alfred Wilson, Laurence Stoddard | Wioślarstwo   | ósemka                                         | 6:33,4 min                                                      |
| Złoto  | Robin Reed | Zapasy        | waga piórkowa styl wolny                       |                                                                 |
| Złoto  | Russell Vis | Zapasy        | waga lekka styl wolny                          |                                                                 |
| Złoto  | John Spellman | Zapasy        | waga półciężka styl wolny                      |                                                                 |
| Złoto  | Harry Steel | Zapasy        | waga ciężka styl wolny                         |                                                                 |
| Złoto  | Jackie Fields | boks          | waga piórkowa                                  | w finale pokonał rodaka Joseph Salas                            |
| Złoto  | Frank Kriz | Gimnastyka    | skok przez konia wzdłuż                        | 9,98 pkt                                                        |
| Srebro | Salvatore Tripoli | Boks          | waga kogucia                                   | W finale uległ zawodnikowi z RPA William Smith                  |
| Srebro | Jackson Scholz | Lekkoatletyka | Bieg na 100 m mężczyzn                         | 10.7 s                                                          |
| Srebro | Charles Paddock | Lekkoatletyka | Bieg na 200 m mężczyzn                         | 21,7 s                                                          |
| Srebro | Horatio Fitch | Lekkoatletyka | Bieg na 400 m mężczyzn                         | 48,4 s                                                          |
| Srebro | Earl Johnson, Arthur Studenroth, August Fager | Lekkoatletyka | Bieg przełajowy drużynowy                      | 14 pkt                                                          |
| Srebro | Edward Gourdin | Lekkoatletyka | Skok w dal mężczyzn                            | 7,27 m                                                          |
| Srebro | Leroy Brown | Lekkoatletyka | Skok wzwyż mężczyzn                            | 1,95 m                                                          |
| Srebro | Glenn Graham | Lekkoatletyka | Skok o tyczce mężczyzn                         | 3,95 m                                                          |
| Srebro | Glenn Hartranft | Lekkoatletyka | Pchnięcie kulą mężczyzn                        | 14,89 m                                                         |
| Srebro | Matt McGrath | Lekkoatletyka | Rzut młotem mężczyzn                           | 50,84 m                                                         |
| Srebro | Emerson Norton | Lekkoatletyka | Dziesięciobój                                  | 7350,895 pkt                                                    |
| Srebro | Duke Kahanamoku | Pływanie      | 100 m stylem dowolnym mężczyzn                 | 1:01,4 min                                                      |
| Srebro | Paul Wyatt | Pływanie      | 100 m stylem grzbietowym mężczyzn              | 1:15,4 min                                                      |
| Srebro | Mariechen Wehselau | Pływanie      | 100 m stylem dowolnym kobiet                   | 1:12,8 min                                                      |
| Srebro | Helen Wainwright | Pływanie      | 400 m stylem dowolnym kobiet                   | 6:03,8 min                                                      |
| Srebro | Agnes Geraghty | Pływanie      | 200 m stylem klasycznym kobiet                 | 3:34,0 min                                                      |
| Srebro | Elmer Boeseke, Tommy Hitchcock, Frederick Roe, Rodman Wanamaker | Polo          |                                                |                                                                 |
| Srebro | Pete Desjardins | Skoki do wody | Trampolina mężczyzn                            | 693,2 pkt                                                       |
| Srebro | David Fall | Skoki do wody | Wieża skoki proste i złożone mężczyzn          | 97,30 pkt                                                       |
| Srebro | Aileen Riggin | Skoki do wody | Trampolina kobiet                              | 460,4 pkt                                                       |
| Srebro | Elizabeth Becker | Skoki do wody | Wieża kobiet                                   | 33,4 pkt                                                        |
| Srebro | Marcus Dinwiddie | Strzelectwo   | karabin leżąc 50 m indywidualnie               | 396 pkt                                                         |
| Srebro | Carl Osburn | Strzelectwo   | Karabin dowolny 600 m indywidualnie            | 95 pkt                                                          |
| Srebro | Marion Jessup, Vincent Richards | Tenis ziemny  | gra mieszana                                   | w finale ulegli rodakom Hazel Wightman, Richard N. Williams 0:2 |
| Srebro | William Gilmore | Wioślarstwo   | jedynka mężczyzn                               | 7:54,0 min                                                      |
| Srebro | Chester Newton | Zapasy        | waga piórkowa styl wolny                       |                                                                 |
| Srebro | Joseph Salas | Boks          | waga piórkowa                                  | w finale uległ rodakowi Jackie Fieldsowi                        |
| Brąz   | Raymond Fee | Boks          | waga musza                                     | W walce o brązowy medal pokonał Włocha Rinaldo Castellenghiego  |
| Brąz   | Frederick Boylstein | Boks          | waga lekka                                     | W walce o brązowy medal pokonał Francuza Arnolda Tholeya        |
| Brąz   | Sloan Doak | Jeździectwo   | WKKW indywidualnie                             | 1845,5 pkt                                                      |
| Brąz   | Schuyler Enck | Lekkoatletyka | Bieg na 800 m mężczyzn                         | 1:52,9 min                                                      |
| Brąz   | Clarence DeMar | Lekkoatletyka | Maraton                                        | 2:48:14 h                                                       |
| Brąz   | Ivan Riley | Lekkoatletyka | Bieg na 400 m przez płotki                     | 56,1 s                                                          |
| Brąz   | Edward Kirby, William Cox, Willard Tibbetts | Lekkoatletyka | Bieg drużynowy na 3000 m                       | 25 pkt                                                          |
| Brąz   | Earl Johnson | Lekkoatletyka | Bieg przełajowy indywidualnie                  | 35:21 min                                                       |
| Brąz   | James Brooker | Lekkoatletyka | Skok o tyczce mężczyzn                         | 3,90 m                                                          |
| Brąz   | Ralph Hills | Lekkoatletyka | Pchnięcie kulą mężczyzn                        | 14,64 m                                                         |
| Brąz   | Thomas Lieb | Lekkoatletyka | Rzut dyskiem mężczyzn                          | 44,83 m                                                         |
| Brąz   | Robert LeGendre | Lekkoatletyka | Pięciobój lekkoatletyczny                      | 18 pkt                                                          |
| Brąz   | Eugene Oberst | Lekkoatletyka | Rzut oszczepem mężczyzn                        | 57,98 m                                                         |
| Brąz   | Arthur Austin, Oliver Horn, Fred Lauer, George Mitchell, John Norton, Wally O’Connor, George Schroth, Herb Vollmer, Johnny Weissmuller, Elmer Collett, Jam Handy | Piłka wodna   | turniej mężczyzn                               | w meczu o brązowy medal pokonali reprezentację Szwecji 3:2      |
| Brąz   | Samuel Kahanamoku | Pływanie      | 100 m stylem dowolnym mężczyzn                 | 1:01,8 min                                                      |
| Brąz   | William Kirschbaum | Pływanie      | 200 m stylem klasycznym mężczyzn               | 3:01,0 min                                                      |
| Brąz   | Gertrude Ederle | Pływanie      | 100 m stylem dowolnym kobiet                   | 1:14,2 min                                                      |
| Brąz   | Gertrude Ederle | Pływanie      | 400 m stylem dowolnym kobiet                   | 6:04,8 min                                                      |
| Brąz   | Aileen Riggin | Pływanie      | 100 m stylem grzbietowym kobiet                | 1:28,2 min                                                      |
| Brąz   | Clarence Pinkston | Skoki do wody | Trampolina mężczyzn                            | 653,0 pkt                                                       |
| Brąz   | Clarence Pinkston | Skoki do wody | Wieża skoki proste i złożone mężczyzn          | 94,60 pkt                                                       |
| Brąz   | Caroline Fletcher | Skoki do wody | Trampolina kobiet                              | 436,4 pkt                                                       |
| Brąz   | John Boles, Raymond Coulter, Dennis Fenton, Walter Stokes | Strzelectwo   | Biegnący jeleń strzał pojedynczy drużynowo     | 148 pkt                                                         |
| Brąz   | Frank Hughes | Strzelectwo   | trap indywidualnie                             | 97 pkt                                                          |
| Brąz   | Leon Butler, Harold Wilson, Edward Jennings | Wioślarstwo   | Dwójka ze sternikiem                           |                                                                 |
| Brąz   | Robert Gerhardt, Sidney Jelinek, Edward Mitchell, Henry Welsford, John Kennedy | Wioślarstwo   | czwórka ze sternikiem                          | 7:23,0 min                                                      |
| Brąz   | Bryan Hines | Zapasy        | waga kogucia styl wolny                        |                                                                 |

## Skład kadry

### Boks
| Zawodnik             | Konkurencja     | 1/16              | 1/8                 | Ćwierćfinał         | Półfinał               | Finał                  | Finał   |
| Zawodnik             | Konkurencja     | Przeciwnik Wynik  | Przeciwnik Wynik    | Przeciwnik Wynik    | Przeciwnik Wynik       | Przeciwnik Wynik       | Miejsce |
| -------------------- | --------------- | ----------------- | ------------------- | ------------------- | ---------------------- | ---------------------- | ------- |
| Fidel LaBarba        | waga musza      | Ernest Warwick W  | Gaetano Lanzi W     | Stephen Rennie W    | Rinaldo Castellenghi W | James McKenzie W       | złoto   |
| Raymond Fee          | waga musza      |                   | Vicente Catada W    | Oscar Bergström W   | James McKenzie W       | Rinaldo Castellenghi W | brąz    |
| Salvatore Tripoli    | waga kogucia    | Carlos Usaveaga W | Les Tarrant W       | Benjamín Pertuzzo W | Oscar Andrén W         | William Smith P        | srebro  |
| Joseph Lazarus       | waga kogucia    |                   | Oscar Andrén P      | Nie awansował       | Nie awansował          | Nie awansował          | 9.      |
| John „Jackie” Fields | waga piórkowa   | Mossy Doyle W     | Olaf Hansen W       | Carlos Abarca W     | Pedro Quartucci W      | Joseph Salas W         | złoto   |
| Joseph Salas         | waga piórkowa   | Agnew Burlie W    | Herman Levij W      | Bruno Petrarca W    | Jean Devergnies W      | John „Jackie” Fields P | srebro  |
| Frederick Boylstein  | waga lekka      |                   | George Shorter W    | Alfred Genon W      | Hans Jacob Nielsen P   | [[[Arnold Tholey]] W   | brąz    |
| Benjamin Rothwell    | waga lekka      | James Kelleher W  | Chris Graham W      | Alfredo Copello P   | Nie awansował          | Nie awansował          | 5.      |
| Hugh Haggerty        | waga półśrednia | Adam Świtek W     | Jan Ertmański W     | Douglas Lewis P     | Nie awansował          | Nie awansował          | 5.      |
| Al Mello             | waga półśrednia | Gaston Doussot W  | Edgar Christensen W | Héctor Méndez P     | Nie awansował          | Nie awansował          | 5.      |
| Benjamin Funk        | waga średnia    | Raymond Jones W   | Joseph Beeken P     | Nie awansował       | Nie awansował          | Nie awansował          | 9.      |
| Adolphe Lefkowitch   | waga średnia    |                   | Leslie Black P      | Nie awansował       | Nie awansował          | Nie awansował          | 9.      |
| Thomas Kirby         | waga półciężka  |                   | Jean Welter W       | Sverre Sørsdal P    | Nie awansował          | Nie awansował          | 5.      |
| George Mulholland    | waga półciężka  |                   | Charley Belanger W  | Thyge Petersen P    | Nie awansował          | Nie awansował          | 5.      |
| Elery Greathouse     | waga ciężka     |                   | Georges Galinat W   | Alfredo Porzio P    | Nie awansował          | Nie awansował          | 5.      |
| Eddie Eagan          | waga ciężka     |                   | Arthur Clifton P    | Nie awansował       | Nie awansował          | Nie awansował          | 9.      |

### Gimnastyka
| Zawodnik                                                                                            | Konkurencja                 | Finał   | Finał   |
| Zawodnik                                                                                            | Konkurencja                 | Wynik   | Miejsce |
| --------------------------------------------------------------------------------------------------- | --------------------------- | ------- | ------- |
| Frank Kriz                                                                                          | wielobój indywidualnie      | 100,293 | 19.     |
| Al Jochim                                                                                           | wielobój indywidualnie      | 95,090  | 31.     |
| John Pearson                                                                                        | wielobój indywidualnie      | 89,852  | 37.     |
| Frank Safandra                                                                                      | wielobój indywidualnie      | 86,953  | 41.     |
| Curtis Rottman                                                                                      | wielobój indywidualnie      | 82,946  | 42.     |
| Rudolph Novak                                                                                       | wielobój indywidualnie      | 77,593  | 46.     |
| Max Wandrer                                                                                         | wielobój indywidualnie      | 76,320  | 48.     |
| John Mais                                                                                           | wielobój indywidualnie      | 72,770  | 53.     |
| Frank Kriz Al Jochim John Pearson Frank Safandra Curtis Rottman Rudolph Novak Max Wandrer John Mais | wielobój drużynowo          | 715,177 | 5.      |
| Frank Kriz                                                                                          | skok przez konia wzdłuż     | 9,98    | złoto   |
| Max Wandrer                                                                                         | skok przez konia wzdłuż     | 9,85    | 5.      |
| Al Jochim                                                                                           | skok przez konia wzdłuż     | 9,58    | 11.     |
| Curtis Rottman                                                                                      | skok przez konia wzdłuż     | 9,58    | 11.     |
| Frank Safandra                                                                                      | skok przez konia wzdłuż     | 7,66    | 29.     |
| John Mais                                                                                           | skok przez konia wzdłuż     | 7,58    | 31.     |
| John Pearson                                                                                        | skok przez konia wzdłuż     | 7,50    | 32.     |
| Rudolph Novak                                                                                       | skok przez konia wzdłuż     | 7,00    | 43.     |
| Frank Kriz                                                                                          | skok przez konia wszerz     | 9,80    | 8.      |
| Max Wandrer                                                                                         | skok przez konia wszerz     | 9,65    | 15.     |
| Al Jochim                                                                                           | skok przez konia wszerz     | 9,51    | 20.     |
| John Mais                                                                                           | skok przez konia wszerz     | 9,26    | 26.     |
| Curtis Rottman                                                                                      | skok przez konia wszerz     | 9,26    | 26.     |
| John Pearson                                                                                        | skok przez konia wszerz     | 8,71    | 41.     |
| Rudolph Novak                                                                                       | skok przez konia wszerz     | 8,40    | 49.     |
| Frank Safandra                                                                                      | skok przez konia wszerz     | 3,00    | 70.     |
| Al Jochim                                                                                           | ćwiczenia na poręczach      | 19,860  | 30.     |
| Frank Kriz                                                                                          | ćwiczenia na poręczach      | 19,670  | 32.     |
| John Pearson                                                                                        | ćwiczenia na poręczach      | 18,810  | 42.     |
| Curtis Rottman                                                                                      | ćwiczenia na poręczach      | 18,540  | 44.     |
| Frank Safandra                                                                                      | ćwiczenia na poręczach      | 18,350  | 46.     |
| John Mais                                                                                           | ćwiczenia na poręczach      | 15,070  | 64.     |
| Rudolph Novak                                                                                       | ćwiczenia na poręczach      | 14,900  | 65.     |
| Max Wandrer                                                                                         | ćwiczenia na poręczach      | 14,890  | 66.     |
| Frank Kriz                                                                                          | ćwiczenia na drążku         | 17,500  | 18.     |
| Al Jochim                                                                                           | ćwiczenia na drążku         | 17,060  | 23.     |
| Curtis Rottman                                                                                      | ćwiczenia na drążku         | 16,330  | 28.     |
| John Mais                                                                                           | ćwiczenia na drążku         | 13,930  | 45.     |
| Frank Safandra                                                                                      | ćwiczenia na drążku         | 12,900  | 50.     |
| Max Wandrer                                                                                         | ćwiczenia na drążku         | 10,240  | 66.     |
| Rudolph Novak                                                                                       | ćwiczenia na drążku         | 9,703   | 69.     |
| John Pearson                                                                                        | ćwiczenia na drążku         | 15,990  | 32.     |
| Frank Safandra                                                                                      | ćwiczenia na kółkach        | 17,583  | 35.     |
| Frank Kriz                                                                                          | ćwiczenia na kółkach        | 15,413  | 49.     |
| Rudolph Novak                                                                                       | ćwiczenia na kółkach        | 15,160  | 51.     |
| John Pearson                                                                                        | ćwiczenia na kółkach        | 13,746  | 58.     |
| John Mais                                                                                           | ćwiczenia na kółkach        | 12,160  | 62.     |
| Curtis Rottman                                                                                      | ćwiczenia na kółkach        | 11,910  | 63.     |
| Max Wandrer                                                                                         | ćwiczenia na kółkach        | 10,00   | 67.     |
| Al Jochim                                                                                           | ćwiczenia na kółkach        | 18,080  | 29.     |
| Al Jochim                                                                                           | ćwiczenia na koniu z łękami | 19,000  | 12.     |
| Frank Kriz                                                                                          | ćwiczenia na koniu z łękami | 17,930  | 21.     |
| Frank Safanda                                                                                       | ćwiczenia na koniu z łękami | 17,460  | 26.     |
| Rudolph Novak                                                                                       | ćwiczenia na koniu z łękami | 15,430  | 39.     |
| Curtis Rottman                                                                                      | ćwiczenia na koniu z łękami | 15,326  | 40.     |
| John Pearson                                                                                        | ćwiczenia na koniu z łękami | 15,096  | 43.     |
| Max Wandrer                                                                                         | ćwiczenia na koniu z łękami | 11,690  | 52.     |
| John Mais                                                                                           | ćwiczenia na koniu z łękami | 11,770  | 50.     |
| Frank Kriz                                                                                          | wspinanie po linie          | 8,4 s   | 6.      |
| John Pearson                                                                                        | wspinanie po linie          | 8,6 s   | 10.     |
| Frank Safandra                                                                                      | wspinanie po linie          | 8,8 s   | 13.     |
| Max Wandrer                                                                                         | wspinanie po linie          | 8,8 s   | 13.     |
| Rudolph Novak                                                                                       | wspinanie po linie          | 9,6 s   | 31.     |
| Curtis Rottman                                                                                      | wspinanie po linie          | 11,4 s  | 51.     |
| Al Jochim                                                                                           | wspinanie po linie          | 11,6 s  | 55.     |
| John Mais                                                                                           | wspinanie po linie          | 11,6 s  | 55.     |

### Jeździectwo
| Konkurencja         | Zawodnik                                               | Koń           | Finał                    | Finał                     | Finał                     |
| Konkurencja         | Zawodnik                                               | Koń           | Punkty karne             | Miejsce                   |                           |
| ------------------- | ------------------------------------------------------ | ------------- | ------------------------ | ------------------------- | ------------------------- |
| Skoki indywidualnie | John Barry                                             | Nigra         | 27,25                    | 25.                       |                           |
| Skoki indywidualnie | Sloan Doak                                             | Joffre        | 32,00                    | 29.                       |                           |
| Skoki indywidualnie | Frederic Bontecou                                      | Ballymacshane | Nie ukończył konkurencji | Nie ukończył konkurencji  |                           |
| Skoki indywidualnie | Vernon Padgett                                         | Little Canada | Nie ukończył konkurencji | Nie ukończył konkurencji  |                           |
| Skoki drużynowo     | John Barry Sloan Doak Frederic Bontecou Vernon Padgett | jak wyżej     | –                        | Nie ukończyli konkurencji | Nie ukończyli konkurencji |

| Konkurencja        | Zawodnik                                        | Koń          | Ujeżdżenie          | Próba terenowa      | Skoki                    | Razem                     | Pozycja                   |                          |
| ------------------ | ----------------------------------------------- | ------------ | ------------------- | ------------------- | ------------------------ | ------------------------- | ------------------------- | ------------------------ |
| WKKW indywidualnie | Sloan Doak                                      | Pathfinder   | 156                 | 1369,5              | 320                      | 1845,5                    | brąz                      |                          |
| WKKW indywidualnie | Frank Carr                                      | Proctor      | 154,0               | 1333,0              | 240                      | 1727,00                   | 8.                        |                          |
| WKKW indywidualnie | John Barry                                      | Miss America | 126                 | Nie ukończył biegu  | Nie ukończył konkurencji | Nie ukończył konkurencji  | Nie ukończył konkurencji  | Nie ukończył konkurencji |
| WKKW indywidualnie | Vernon Padgett                                  | Brown Boy    | 150                 | Nie ukończył biegu  | Nie ukończył konkurencji | Nie ukończył konkurencji  | Nie ukończył konkurencji  | Nie ukończył konkurencji |
| WKKW drużynowo     | Sloan Doak Frank Carr John Barry Vernon Padgett | jak wyżej    | punktacja jak wyżej | punktacja jak wyżej | punktacja jak wyżej      | Nie ukończyli konkurencji | Nie ukończyli konkurencji |                          |

### Kolarstwo

#### Kolarstwo szosowe
| Zawodnik                                                            | Konkurencja                | Czas       | Pozycja |
| ------------------------------------------------------------------- | -------------------------- | ---------- | ------- |
| John Boulicault                                                     | jazda indywidualna na czas | 7:15:51,6  | 33.     |
| Ignatius Gronkowski                                                 | jazda indywidualna na czas | 7:34:41,8  | 45.     |
| Gustav Hentschel                                                    | jazda indywidualna na czas | 7:52:59,6  | 49.     |
| Victor Hopkins                                                      | jazda indywidualna na czas | 8:29:02,0  | 58.     |
| John Boulicault Ignatius Gronkowski Gustav Hentschel Victor Hopkins | jazda drużynowa na czas    | 22:46:33,0 | 12.     |

#### Kolarstwo torowe
| Konkurencja | Zawodnik            | Eliminacje                           | Eliminacje | Repasaże   | Repasaże | Ćwierćfinał                  | Ćwierćfinał | Repasaże                                            | Repasaże | Półfinały     | Półfinały     | Finał         | Finał                | Pozycja              |
| Konkurencja | Zawodnik            | Przeciwnik                           | Miejsce    | Przeciwnik | Miejsce  | Przeciwnik                   | Miejsce     | Przeciwnik                                          | Miejsce  | Przeciwnik    | Miejsce       | Przeciwnik    | Miejsce              | Pozycja              |
| ----------- | ------------------- | ------------------------------------ | ---------- | ---------- | -------- | ---------------------------- | ----------- | --------------------------------------------------- | -------- | ------------- | ------------- | ------------- | -------------------- | -------------------- |
| sprint      | William Fenn        | Ricardo Bermejo López Maurice Gillen | 1.         |            |          | Jean Cugnot Pierre de Bruyne | 2.          | Holger Guldager William Coppins Franciszek Szymczyk | 2.       | Nie awansował | Nie awansował | Nie awansował | Nie awansował        | Nie awansował        |
| 50 km       | William Fenn        |                                      |            |            |          |                              |             |                                                     |          |               |               |               | Nie ukończył wyścigu | Nie ukończył wyścigu |
| 50 km       | Ignatius Gronkowski |                                      |            |            |          |                              |             |                                                     |          |               |               |               | Nie ukończył wyścigu | Nie ukończył wyścigu |

### Lekkoatletyka
Konkurencje biegowe
| Konkurencja                 | Zawodnik                                                            | Eliminacje | Eliminacje | Ćwierćfinał | Ćwierćfinał | Półfinał        | Półfinał        | Finał              | Finał              |
| Konkurencja                 | Zawodnik                                                            | Wynik      | Miejsce    | Wynik       | Miejsce     | Wynik           | Miejsce         | Wynik              | Miejsce            |
| --------------------------- | ------------------------------------------------------------------- | ---------- | ---------- | ----------- | ----------- | --------------- | --------------- | ------------------ | ------------------ |
| 100 m                       | Loren Murchison                                                     | 10,8       | 1.         | 10,8        | 1.          | 11,2            | 3.              | 11,0               | 6.                 |
| 100 m                       | Charles Paddock                                                     | 11,2       | 1.         | 10,8        | 1.          | 10,7            | 2.              | 10,9               | 5.                 |
| 100 m                       | Chester Bowman                                                      | 11,0       | 1.         | 10,8        | 1.          | 10,7            | 3.              | 10,9               | 4.                 |
| 100 m                       | Jackson Scholz                                                      | 10,8       | 1.         | 10,8        | 1.          | 10,8            | 1.              | 10,7               | srebro             |
| 200 m                       | Bayes Norton                                                        | 21,8       | 1.         | 22,3        | 2.          | 22,1            | 3.              | 22,0               | 5.                 |
| 200 m                       | Jackson Scholz                                                      | 22,4       | 1.         | 21,8        | 1.          | 21,8            | 1.              | 21,6               | złoto              |
| 200 m                       | Charles Paddock                                                     | 22,3       | 2.         | 22,2        | 1.          | 21,8            | 1.              | 21,7               | srebro             |
| 200 m                       | George Hill                                                         | 22,0       | 1.         | 21,8        | 1.          | 21,8            | 2.              | 22,0               | 4.                 |
| 400 m                       | Ray Robertson                                                       | 50,2       | 1.         | 49,5        | 3.          | Nie awansował   | Nie awansował   | Nie awansował      | Nie awansował      |
| 400 m                       | Eric Wilson                                                         | 49,6       | 1.         | 48,8        | 3.          | Nie awansował   | Nie awansował   | Nie awansował      | Nie awansował      |
| 400 m                       | John C. Taylor                                                      | 50,8       | 1.         | 50,4        | 2.          | 48,7            | 3.              | 1:07,0             | 5.                 |
| 400 m                       | Horatio Fitch                                                       | 52,0       | 1.         | 49,0        | 1.          | 47,8            | 1.              | 48,4               | srebro             |
| 800 m                       | Bill Richardson                                                     | 1:59,6     | 2.         |             |             | 1:55,0          | 2.              | 1:53,8             | 5.                 |
| 800 m                       | Schuyler Enck                                                       | 1:58,6     | 3.         |             |             | 1:57,6          | 2.              | 1:53,0             | brąz               |
| 800 m                       | John Watters                                                        | 1:59,8     | 2.         |             |             | 1:57,4          | 3.              | 1:54,8             | 7.                 |
| 800 m                       | Ray Dodge                                                           | b.d        | 3.         |             |             | 1:57,0          | 1.              | 1:54,2             | 6.                 |
| 1500 m                      | William Spencer                                                     |            |            |             |             | 4:08,4          | 3.              | Nie awansował      | Nie awansował      |
| 1500 m                      | Ray Watson                                                          |            |            |             |             | 4:17,9          | 2.              | 4:00,0             | 7.                 |
| 1500 m                      | Ray Buker                                                           |            |            |             |             | 4:12,8          | 2.              | 3:58,6             | 5.                 |
| 1500 m                      | Lloyd Hahn                                                          |            |            |             |             | 4:06,8          | 1.              | 3:59,0             | 6.                 |
| 5000 m                      | Eastman Doolittle                                                   |            |            |             |             | b.d             | 7.              | Nie awansował      | Nie awansował      |
| 5000 m                      | Harold Phelps                                                       |            |            |             |             | b.d             | 6.              | Nie awansował      | Nie awansował      |
| 5000 m                      | John Romig                                                          |            |            |             |             | 15:14,6         | 1.              | 15:12,4            | 4.                 |
| 5000 m                      | George Lermond                                                      |            |            |             |             | b.d             | 8.              | Nie awansował      | Nie awansował      |
| 10 000 m                    | Earl Johnson                                                        |            |            |             |             |                 |                 | 32:17,0            | 8.                 |
| 10 000 m                    | John Gray                                                           |            |            |             |             |                 |                 | b.d                | 15.                |
| 10 000 m                    | Verne Booth                                                         |            |            |             |             |                 |                 | Nie ukończył biegu | Nie ukończył biegu |
| 10 000 m                    | Wayne Johnson                                                       |            |            |             |             |                 |                 | Nie ukończył biegu | Nie ukończył biegu |
| 3000 m z przeszkodami       | Russell Payne                                                       |            |            |             |             | b.d             | 5.              | Nie awansował      | Nie awansował      |
| 3000 m z przeszkodami       | Mike Devaney                                                        |            |            |             |             | b.d             | 2.              | 10:01,0            | 7.                 |
| 3000 m z przeszkodami       | Marvin Rick                                                         |            |            |             |             | 10:11,0         | 2.              | 9:56,4             | 4.                 |
| 110 m przez płotki          | George Guthrie                                                      | 15,8       | 1.         |             |             | 15,2            | 1.              | Dyskwalifikacja    | Dyskwalifikacja    |
| 110 m przez płotki          | Daniel Kinsey                                                       | 15,4       | 1.         |             |             | 15,4            | 1.              | 15,0               | złoto              |
| 110 m przez płotki          | Pitch Johnson                                                       | 16,6       | 1.         |             |             | 15,8            | 3.              | Nie awansował      | Nie awansował      |
| 110 m przez płotki          | Karl Anderson                                                       | 15,4       | 2.         |             |             | 15,4            | 2.              | b.d                | 5.                 |
| 400 m przez płotki          | Morgan Taylor                                                       | 55,8       | 1.         |             |             | 54,9            | 2.              | 52,6               | złoto              |
| 400 m przez płotki          | Charles Brookins                                                    | 54,8       | 1.         |             |             | 54,6            | 1.              | Dyskwalifikacja    | Dyskwalifikacja    |
| 400 m przez płotki          | Chan Coulter                                                        | 55,0       | 1.         |             |             | 58,6            | 4.              | Nie awansował      | Nie awansował      |
| 400 m przez płotki          | Ivan Riley                                                          | 55,4       | 1.         |             |             | 56,6            | 1.              | 54,2               | brąz               |
| sztafeta 4 × 100 m mężczyzn | Louis Clarke Frank Hussey Alfred LeConey Loren Murchison            | 41,2       | 1.         |             |             | 41,0            | 1.              | 41,0               | złoto              |
| sztafeta 4 × 400 m mężczyzn | Commodore Cochran William Stevenson Oliver MacDonald Alan Helffrich | 3:27,0     | 1.         |             |             |                 |                 | 3:16,0             | złoto              |
| bieg 3000 m drużynowo       | William Cox Edward Kirby Willard Tibbetts                           | 9 pkt      | 1.         |             |             |                 |                 | 25 pkt             | brąz               |
| maraton                     | Clarence DeMar                                                      |            |            |             |             |                 |                 | 2:48:14,0          | brąz               |
| maraton                     | Frank Wendling                                                      |            |            |             |             |                 |                 | 3:05:09,8          | 16.                |
| maraton                     | Frank Zuna                                                          |            |            |             |             |                 |                 | 3:05:52,2          | 18.                |
| maraton                     | William Churchill                                                   |            |            |             |             |                 |                 | 3:19:18,0          | 23.                |
| maraton                     | Chuck Mellor                                                        |            |            |             |             |                 |                 | 3:24:07,0          | 25.                |
| maraton                     | Ralph Williams                                                      |            |            |             |             |                 |                 | Nie ukończył biegu | Nie ukończył biegu |
| chód na 10 km               | Harry Hinkel                                                        |            |            |             |             | b.d             | 3.              | 50:16,8            | 9.                 |
| chód na 10 km               | Charles Foster                                                      |            |            |             |             | Dyskwalifikacja | Dyskwalifikacja | Nie awansował      | Nie awansował      |
| bieg przełajowy             | Earl Johnson                                                        |            |            |             |             |                 |                 | 35:21,0            | brąz               |
| bieg przełajowy             | Arthur Studenroth                                                   |            |            |             |             |                 |                 | 36:45,4            | 6.                 |
| bieg przełajowy             | August Fager                                                        |            |            |             |             |                 |                 | 37:40,6            | 8.                 |
| bieg przełajowy             | James Henigan                                                       |            |            |             |             |                 |                 | 38:00,0            | 11.                |
| bieg przełajowy             | John Gray                                                           |            |            |             |             |                 |                 | Nie ukończył biegu | Nie ukończył biegu |
| bieg przełajowy             | Verne Booth                                                         |            |            |             |             |                 |                 | Nie ukończył biegu | Nie ukończył biegu |
| bieg przełajowy drużynowo   | Earl Johnson Arthur Studenroth August Fager                         |            |            |             |             |                 |                 | 14 pkt             | srebro             |

Konkurencje techniczne
| Konkurencja    | Zawodnik        | Eliminacje                     | Eliminacje                     | Finał         | Finał         |
| Konkurencja    | Zawodnik        | Wynik                          | Miejsce                        | Wynik         | Miejsce       |
| -------------- | --------------- | ------------------------------ | ------------------------------ | ------------- | ------------- |
| skok w dal     | DeHart Hubbard  | 7,12                           | 3.                             | 7,445         | złoto         |
| skok w dal     | Albert Rose     | 6,855                          | 9.                             | Nie awansował | Nie awansował |
| skok w dal     | William Comins  | Nie zaliczył żadnej odległości | Nie zaliczył żadnej odległości | Nie awansował | Nie awansował |
| skok w dal     | Edward Gourdin  | 7,19                           | 2.                             | 7,275         | srebro        |
| trójskok       | Earle Wilson    | 14,235                         | 7.                             | Nie awansował | Nie awansował |
| trójskok       | DeHart Hubbard  | Nie zaliczył żadnej odległości | Nie zaliczył żadnej odległości | Nie awansował | Nie awansował |
| trójskok       | Merwin Graham   | 14,00                          | 9.                             | Nie awansował | Nie awansował |
| skok wzwyż     | Tom Poo         | 1,83                           | 1.                             | 1,88          | 4.            |
| skok wzwyż     | Harold Osborn   | 1,83                           | 1.                             | 1,98          | złoto         |
| skok wzwyż     | Robert Juday    | Nie zaliczył żadnej wysokości  | Nie zaliczył żadnej wysokości  | Nie awansował | Nie awansował |
| skok wzwyż     | Leroy Brown     | 1,83                           | 1.                             | 1,95          | srebro        |
| skok o tyczce  | Lee Barnes      | 3,66                           | 1.                             | 3,95          | złoto         |
| skok o tyczce  | James Brooker   | 3,66                           | 1.                             | 3,90          | brąz          |
| skok o tyczce  | Glen Graham     | 3,66                           | 1.                             | 3,95          | srebro        |
| skok o tyczce  | Ralph Spearow   | 3,66                           | 1.                             | 3,70          | 6.            |
| pchnięcie kulą | Bud Houser      | 14,995                         | 1.                             | 14,995        | złoto         |
| pchnięcie kulą | Ralph Hills     | 14,505                         | 2.                             | 14,64         | brąz          |
| pchnięcie kulą | Glenn Hartranft | 14,405                         | 4.                             | 14,895        | srebro        |
| pchnięcie kulą | Norman Anderson | 14,29                          | 5.                             | 14,29         | 5.            |
| rzut dyskiem   | Thomas Lieb     | 44,83                          | 3.                             | 44,8,         | brąz          |
| rzut dyskiem   | Augustus Pope   | 44,42                          | 4.                             | 44,42         | 4.            |
| rzut dyskiem   | Glenn Hartranft | 42,49                          | 6.                             | 42,49         | 6.            |
| rzut dyskiem   | Bud Houser      | 46,155                         | 1.                             | 46,155        | złoto         |
| rzut młotem    | Fred Tootell    | 50,60                          | 1.                             | 53,285        | złoto         |
| rzut młotem    | Matt McGrath    | 47,075                         | 4.                             | 50,84         | srebro        |
| rzut młotem    | James McEachern | 44,935                         | 6.                             | 45,225        | 6.            |
| rzut młotem    | Jack Merchant   | 41,455                         | 9.                             | Nie awansował | Nie awansował |
| rzut oszczepem | Eugene Oberst   | 57,98                          | 3.                             | 57,98         | brąz          |
| rzut oszczepem | Lee Priester    | 54,51                          | 11.                            | Nie awansował | Nie awansował |
| rzut oszczepem | William Neufeld | 56,96                          | 4.                             | 56,96         | 5.            |
| rzut oszczepem | Homer Welchel   | 52,98                          | 12.                            | Nie awansował | Nie awansował |

| Zawodnik        | Konkurencje   | Konkurencje                | Wyniki                         | Punkty                         | Miejsce                        |
| --------------- | ------------- | -------------------------- | ------------------------------ | ------------------------------ | ------------------------------ |
| Brutus Hamilton | pięciobój     | skok w dal                 | 6,83                           | 4                              | 4.                             |
| Brutus Hamilton | pięciobój     | rzut oszczepem             | 48,96                          | 8                              | 8.                             |
| Brutus Hamilton | pięciobój     | Bieg na 200 m              | 24,4                           | 18                             | 18.                            |
| Brutus Hamilton | pięciobój     | rzut dyskiem               | 37,70                          | 3                              | 3.                             |
| Brutus Hamilton | pięciobój     | Bieg na 1500 m             | –                              | –                              | –                              |
| Brutus Hamilton | pięciobój     | Finał                      |                                | 24                             | 7.                             |
| Robert LeGendre | pięciobój     | skok w dal                 | 7,765                          | 1                              | 1.                             |
| Robert LeGendre | pięciobój     | rzut oszczepem             | 48,04                          | 11                             | 11.                            |
| Robert LeGendre | pięciobój     | Bieg na 200 m              | 23,0                           | 1                              | 1.                             |
| Robert LeGendre | pięciobój     | rzut dyskiem               | 36,76                          | 4                              | 4.                             |
| Robert LeGendre | pięciobój     | Bieg na 1500 m             | 4:52,6                         | 3                              | 3.                             |
| Robert LeGendre | pięciobój     | Finał                      |                                | 18                             | brąz                           |
| Morton Kaer     | pięciobój     | skok w dal                 | 6,96                           | 2                              | 2.                             |
| Morton Kaer     | pięciobój     | rzut oszczepem             | 50,20                          | 6                              | 6.                             |
| Morton Kaer     | pięciobój     | Bieg na 200 m              | 23,0                           | 1                              | 1.                             |
| Morton Kaer     | pięciobój     | rzut dyskiem               | 32,70                          | 10                             | 10.                            |
| Morton Kaer     | pięciobój     | Bieg na 1500 m             | 5:38,6                         | 6                              | 6.                             |
| Morton Kaer     | pięciobój     | Finał                      |                                | 24                             | 5.                             |
| Clifford Argue  | pięciobój     | skok w dal                 | 6,46                           | 11                             | 11.                            |
| Clifford Argue  | pięciobój     | rzut oszczepem             | 41,84                          | 20                             | 20.                            |
| Clifford Argue  | pięciobój     | Bieg na 200 m              | 23,4                           | 5                              | 5.                             |
| Clifford Argue  | pięciobój     | rzut dyskiem               | Nie stanął na starcie          | Nie stanął na starcie          | Nie stanął na starcie          |
| Clifford Argue  | pięciobój     | Bieg na 1500 m             | –                              | –                              | –                              |
| Clifford Argue  | pięciobój     | Finał                      |                                | 36                             | 12.                            |
| Harold Osborn   | dziesięciobój | bieg 100 m                 | 11,2                           | 857,2                          | 1.                             |
| Harold Osborn   | dziesięciobój | skok w dal                 | 6,92                           | 833,40                         | 3.                             |
| Harold Osborn   | dziesięciobój | pchnięcie kulą             | 11,435                         | 609,5                          | 8.                             |
| Harold Osborn   | dziesięciobój | skok wzwyż                 | 1,97                           | 1056                           | 1.                             |
| Harold Osborn   | dziesięciobój | bieg 400 m                 | 53,2                           | 812,0                          | 8.                             |
| Harold Osborn   | dziesięciobój | rzut dyskiem               | 34,510                         | 593,4                          | 7.                             |
| Harold Osborn   | dziesięciobój | bieg na 110 m przez płotki | 16,0                           | 905                            | 1.                             |
| Harold Osborn   | dziesięciobój | skok o tyczce              | 3,50                           | 757,0                          | 2.                             |
| Harold Osborn   | dziesięciobój | rzut oszczepem             | 46,69                          | 606,475                        | 8.                             |
| Harold Osborn   | dziesięciobój | bieg na 1500 m             | 4:50,0                         | 680,8                          | 2.                             |
| Harold Osborn   | dziesięciobój | Finał                      |                                | 7710,775                       | złoto                          |
| Emerson Norton  | dziesięciobój | bieg 100 m                 | 11,6                           | 762,0                          | 8.                             |
| Emerson Norton  | dziesięciobój | skok w dal                 | 6,92                           | 833,4                          | 2.                             |
| Emerson Norton  | dziesięciobój | pchnięcie kulą             | 13,04                          | 770,0                          | 3.                             |
| Emerson Norton  | dziesięciobój | skok wzwyż                 | 1,92                           | 986                            | 2.                             |
| Emerson Norton  | dziesięciobój | bieg 400 m                 | 53,0                           | 819,52                         | 5.                             |
| Emerson Norton  | dziesięciobój | rzut dyskiem               | 33,110                         | 540,20                         | 10.                            |
| Emerson Norton  | dziesięciobój | bieg na 110 m przez płotki | 16,6                           | 848                            | 2.                             |
| Emerson Norton  | dziesięciobój | skok o tyczce              | 3,80                           | 919,0                          | 1.                             |
| Emerson Norton  | dziesięciobój | rzut oszczepem             | 42,09                          | 479,975                        | 14.                            |
| Emerson Norton  | dziesięciobój | bieg na 1500 m             | 5:38,0                         | 392,8                          | 24.                            |
| Emerson Norton  | dziesięciobój | Finał                      |                                | 7350,895                       | srebro                         |
| Harry Frieda    | dziesięciobój | bieg 100 m                 | 11,6                           | 762,0                          | 8.                             |
| Harry Frieda    | dziesięciobój | skok w dal                 | 5,940                          | 593,3                          | 31.                            |
| Harry Frieda    | dziesięciobój | pchnięcie kulą             | 11,01                          | 567,0                          | 12.                            |
| Harry Frieda    | dziesięciobój | skok wzwyż                 | 1,60                           | 538                            | 21.                            |
| Harry Frieda    | dziesięciobój | bieg 400 m                 | 54,0                           | 781,92                         | 12.                            |
| Harry Frieda    | dziesięciobój | rzut dyskiem               | 35,095                         | 615,63                         | 5.                             |
| Harry Frieda    | dziesięciobój | bieg na 110 m przez płotki | 19,0                           | 620                            | 23.                            |
| Harry Frieda    | dziesięciobój | skok o tyczce              | 3,40                           | 703,0                          | 4.                             |
| Harry Frieda    | dziesięciobój | rzut oszczepem             | 54,90                          | 832,25                         | 2.                             |
| Harry Frieda    | dziesięciobój | bieg na 1500 m             | 5:02,6                         | 605,2                          | 12.                            |
| Harry Frieda    | dziesięciobój | Finał                      |                                | 6618,3                         | 8.                             |
| Otto Anderson   | dziesięciobój | bieg 100 m                 | 11,8                           | 714,4                          | 20.                            |
| Otto Anderson   | dziesięciobój | skok w dal                 | Nie zaliczył żadnej odległości | Nie zaliczył żadnej odległości | Nie zaliczył żadnej odległości |
| Otto Anderson   | dziesięciobój | pchnięcie kulą             | –                              | –                              | –                              |
| Otto Anderson   | dziesięciobój | skok wzwyż                 | –                              | –                              | –                              |
| Otto Anderson   | dziesięciobój | bieg 400 m                 | –                              | –                              | –                              |
| Otto Anderson   | dziesięciobój | rzut dyskiem               | –                              | –                              | –                              |
| Otto Anderson   | dziesięciobój | bieg na 110 m przez płotki | –                              | –                              | –                              |
| Otto Anderson   | dziesięciobój | skok o tyczce              | –                              | –                              | –                              |
| Otto Anderson   | dziesięciobój | rzut oszczepem             | –                              | –                              | –                              |
| Otto Anderson   | dziesięciobój | bieg na 1500 m             | –                              | –                              | –                              |
| Otto Anderson   | dziesięciobój | Finał                      |                                | Nie ukończył konkurencji       | Nie ukończył konkurencji       |

### Pięciobój nowoczesny
| Zawodnik        | Konkurencja   | Strzelanie | Strzelanie | Strzelanie | Pływanie | Pływanie | Pływanie | Szermierka | Szermierka | Jazda konna | Jazda konna | Jazda konna | Bieg przełajowy | Bieg przełajowy | Bieg przełajowy | Suma punktów | Pozycja |
| Zawodnik        | Konkurencja   | Wynik      | M.         | Punkty     | Czas     | M.       | Punkty   | Wynik      | M.         | Wynik       | M.          | Punkty      | Czas            | M.              | Punkty          | Suma punktów | Pozycja |
| --------------- | ------------- | ---------- | ---------- | ---------- | -------- | -------- | -------- | ---------- | ---------- | ----------- | ----------- | ----------- | --------------- | --------------- | --------------- | ------------ | ------- |
| Ernest Harmon   | indywidualnie | 182        | 5          | 5.         | 8:30,4   | 37       | 37.      | 30,5       | 30.        | 40,5        | 32          | 32.         | 15:01,0         | 26              | 26.             | 130,5        | 31.     |
| George Bare     | indywidualnie | 169        | 16         | 16.        | 6:15,8   | 15       | 15.      | 26,5       | 26.        | 132         | 6           | 6.          | 13:45,0         | 13              | 13.             | 76,5         | 11.     |
| Frederick Pitts | indywidualnie | 134        | 33         | 33.        | 6:45,8   | 25       | 25.      | 26,5       | 26.        | –           | 36          | –           | 14:15,0         | 18              | 18.             | 138,5        | 34.     |
| Don Scott       | indywidualnie | 131        | 34         | 34.        | 7:56,0   | 33       | 33.      | 22,5       | 22.        | 114         | 14          | 14.         | 13:20,0         | 8               | 8.              | 111,5        | 26.     |

### Piłka nożna
Reprezentacja mężczyzn
| - Aage Brix - Samuel Dalrymple - Irving Davis - James Douglas - Henry Farrell - William Findlay - Raymond Hornberger |  | - Carl Johsons - Frances Jones - Frederick O’Connor - Arthur Rudd - Andrew Straden - Herbert Wells |

Runda 1
| 25 maja 1924 17:15 | Stany Zjednoczone · Straden 15' (k.) | 1–0Report | Estonia | Stade Pershing, Vincennes Widzów: 8,110 Sędzia: Paul Putz (BEL) |
|                    |                                      |           |         |                                                                 |

Runda 2
| 29 maja 1924 17:00 | Urugwaj · Petrone 10', 44' · Scarone 15' | 3–0Report | Stany Zjednoczone | Stade Bergeyre Widzów: 10,455 Sędzia: Charles Barette (BEL) |
|                    |                                          |           |                   |                                                             |

Reprezentacja Stanów Zjednoczonych została sklasyfikowana na 9. miejscu.

### Piłka wodna
- Reprezentacja mężczyzn

| - Arthur Austin - Oliver Horn - Fred Lauer - George Mitchell - John Norton - Wally O’Connor |  | - George Schroth - Herb Vollmer - Johnny Weissmuller - Elmer Collett - Jam Handy |

Turniej główny
Runda 1
| 13 lipca 1924 | Francja | 3:1 | Stany Zjednoczone |  |
| 17:00         |         |     |                   |  |

Turniej o srebrny medal
Półfinał
| 18 lipca 1924 | Stany Zjednoczone | 4:2 | Holandia |  |
| 17:00         |                   |     |          |  |

Finał
| 20 lipca 1924 | Belgia | 2:1 | Stany Zjednoczone |  |
| 10:30         |        |     |                   |  |

Turniej o brązowy medal
Finał
| 20 lipca 1924 | Stany Zjednoczone | 3:2 | Szwecja |  |
| 17:00         |                   |     |         |  |

Reprezentacja Stanów Zjednoczonych zdobyła brązowy medal.

### Pływanie
Mężczyźni
| Konkurencja        | Zawodnik                                                                      | Eliminacje      | Eliminacje      | Półfinał              | Półfinał              | Finał         | Finał         |
| Konkurencja        | Zawodnik                                                                      | Czas            | Miejsce         | Czas                  | Miejsce               | Czas          | Miejsce       |
| ------------------ | ----------------------------------------------------------------------------- | --------------- | --------------- | --------------------- | --------------------- | ------------- | ------------- |
| 100 m dowolnym     | Duke Kahanamoku                                                               | 1:04,2          | 2.              | 1:01,6                | 1.                    | 1:01,4        | srebro        |
| 100 m dowolnym     | Samuel Kahanamoku                                                             | 1:03,2          | 1.              | 1:02,2                | 2.                    | 1:01,8        | brąz          |
| 100 m dowolnym     | Johnny Weissmuller                                                            | 1:03,8          | 1.              | 1:00,8                | 1.                    | 59,0          | złoto         |
| 400 m dowolnym     | Ralph Breyer                                                                  | 5:22,4          | 1.              | Nie stanął na starcie | Nie stanął na starcie | Nie awansował | Nie awansował |
| 400 m dowolnym     | Johnny Weissmuller                                                            | 5:22,2          | 1.              | 5:13,6                | 1.                    | 5:04,2        | złoto         |
| 400 m dowolnym     | Lester Smith                                                                  | 5:32,4          | 1.              | 5:37,6                | 3.                    | Nie awansował | Nie awansował |
| 1500 m dowolnym    | Adam Smith                                                                    | 22:48,8         | 2.              | 22:39,8               | 4.                    | Nie awansował | Nie awansował |
| 1500 m dowolnym    | Dick Howell                                                                   | 22:48,2         | 3.              | Nie stanął na starcie | Nie stanął na starcie | Nie awansował | Nie awansował |
| 100 m grzbietowym  | Warren Kealoha                                                                | 1:13,4          | 1.              | 1:13,6                | 1.                    | 1:13,2        | złoto         |
| 100 m grzbietowym  | Henry Luning                                                                  | Dyskwalifikacja | Dyskwalifikacja | Nie awansował         | Nie awansował         | Nie awansował | Nie awansował |
| 100 m grzbietowym  | Paul Wyatt                                                                    | 1:19,4          | 1.              | 1:17,0                | 2.                    | 1:15,4        | srebro        |
| 200 m klasycznym   | Bob Skelton                                                                   | 2:56,0          | 1.              | 3:00,2                | 1.                    | 2:56,6        | złoto         |
| 200 m klasycznym   | Bill Kirschbaum                                                               | 3:01,0          | 1.              | 3:02,6                | 2.                    | 3:01,0        | brąz          |
| 4 × 200 m dowolnym | Ralph Breyer Harrison Glancy Richard Howell James O’Connor Johnny Weissmuller | 10:41,6         | 1.              | 9:59,4                | 1.                    | 9:53,4        | złoto         |

Kobiety
| Konkurencja        | Zawodnik                                                           | Eliminacje | Eliminacje | Półfinał | Półfinał | Finał          | Finał          |
| Konkurencja        | Zawodnik                                                           | Czas       | Miejsce    | Czas     | Miejsce  | Czas           | Miejsce        |
| ------------------ | ------------------------------------------------------------------ | ---------- | ---------- | -------- | -------- | -------------- | -------------- |
| 100 m dowolnym     | Mariechen Wehselau                                                 | 1:12,2     | 1.         | 1:15,2   | 1.       | 1:12,8         | srebro         |
| 100 m dowolnym     | Ethel Lackie                                                       | 1:12,8     | 1.         | 1:16,0   | 2.       | 1:12,4         | złoto          |
| 100 m dowolnym     | Gertrude Ederle                                                    | 1:12,6     | 1.         | 1:15,4   | 1.       | 1:14,2         | brąz           |
| 400 m dowolnym     | Gertrude Ederle                                                    | 6:12,2     | 1.         | 6:23,8   | 1.       | 6:04,8         | brąz           |
| 400 m dowolnym     | Martha Norelius                                                    | 6:23,2     | 1.         | 6:26,6   | 2.       | 6:02,2         | złoto          |
| 400 m dowolnym     | Helen Wainwright                                                   | 6:46,8     | 1.         | 6:19,6   | 1.       | 6:03,8         | srebro         |
| 100 m grzbietowym  | Sybil Bauer                                                        | 1:24,0     | 1.         |          |          | 1:23,2         | złoto          |
| 100 m grzbietowym  | Florence Chambers                                                  | 1:32,0     | 3.         |          |          | 1:30,8         | 4.             |
| 100 m grzbietowym  | Aileen Riggin                                                      | 1:29,6     | 1.         |          |          | 1:28,2         | brąz           |
| 200 m klasycznym   | Agnes Geraghty                                                     | 3:27,6     | 1.         |          |          | 3:34,0         | srebro         |
| 200 m klasycznym   | Eleanor Coleman                                                    | 3:39,2     | 3.         |          |          | Nie awansowała | Nie awansowała |
| 200 m klasycznym   | Matilda Scheurich                                                  | 3:41,2     | 3.         |          |          | Nie awansowała | Nie awansowała |
| 4 × 100 m dowolnym | Euphrasia Donnelly Gertrude Ederle Ethel Lackie Mariechen Wehselau |            |            |          |          | 4:58,8         | złoto          |

### Polo
| - Elmer Boeseke - Tommy Hitchcock - Frederick Roe - Rodman Wanamaker |

#### Wyniki
- Stany Zjednoczone –  Francja 13:1
- Stany Zjednoczone –  Hiszpania 15:2
- Stany Zjednoczone –  Wielka Brytania 10:2
- Argentyna –  Stany Zjednoczone 6:5

Reprezentacja Stanów Zjednoczonych zdobyła srebrny medal.

### Rugby union
| - Philip Clark - Norman Cleaveland - Dudley DeGroot - Robert Devereaux - George Dixon - Charles Doe - Linn Farish - Edward Graff - Richard Hyland - Caesar Mannelli |  | - John O’Neil - Jack Patrick - William Rogers - Rudy Scholz - Colby Slater - Norman Slater - Edward Turkington - Alan Williams - Alan Valentine |

W turnieju wzięły udział trzy zespoły.
| 11 maja 192415:30 | Rumunia                                                        | 0:37 | Stany Zjednoczone | Stade olympique de Colombes, Colombes Widzów: 6225 |
| 11 maja 192415:30 | Cleaveland 3 (P) Hyland 12 (4P) Patrick 9 (3P) Doe 13 (5pd, K) | 0:37 |                   | Stade olympique de Colombes, Colombes Widzów: 6225 |

| 18 maja 192415:30 | Francja     | 3:17(0:3) | Stany Zjednoczone                                                  | Stade olympique de Colombes, Colombes Widzów: 21 389 Sędzia: Albert Freethy |
| 18 maja 192415:30 | Galau 3 (P) | 3:17(0:3) | Farish 6 (2P) Mannelli 3 (P) Patrick 3 (P) Rogers 3 (P) Doe 2 (pd) | Stade olympique de Colombes, Colombes Widzów: 21 389 Sędzia: Albert Freethy |

### Skoki do wody
Mężczyźni
| Konkurencja              | Zawodnik          | Eliminacje | Eliminacje | Finał | Finał   |
| Konkurencja              | Zawodnik          | Wynik      | Pozycja    | Wynik | Pozycja |
| ------------------------ | ----------------- | ---------- | ---------- | ----- | ------- |
| wieża 10 m               | Clarence Pinkston | 507,5      | 1.         | 473   | brąz    |
| wieża 10 m               | Albert White      | 491,8      | 1.         | 487,3 | złoto   |
| wieża 10 m               | David Fall        | 472,9      | 1.         | 486,5 | srebro  |
| trampolina 3m            | Clarence Pinkston | 672        | 1.         | 653,0 | brąz    |
| trampolina 3m            | Albert White      | 681,9      | 1.         | 696,4 | złoto   |
| trampolina 3m            | Pete Desjardins   | 662,8      | 1.         | 693,2 | srebro  |
| skoki standard i dowolne | Pete Desjardins   | 155        | 2.         | 141   | 6.      |
| skoki standard i dowolne | Clarence Pinkston | 157        | 2.         | 125   | 9.      |
| skoki standard i dowolne | Ben Thrash        | 146        | 2.         | 145   | 4.      |

Kobiety
| Konkurencja    | Zawodnik          | Eliminacje | Eliminacje | Finał | Finał   |
| Konkurencja    | Zawodnik          | Wynik      | Pozycja    | Wynik | Pozycja |
| -------------- | ----------------- | ---------- | ---------- | ----- | ------- |
| wieża 10 m     | Elizabeth Becker  | 161        | 1.         | 167   | srebro  |
| wieża 10 m     | Helen Meany       | 152        | 3.         | 148   | 5.      |
| wieża 10 m     | Caroline Smith    | 160        | 1.         | 166   | złoto   |
| trampolina 3 m | Elizabeth Becker  | 482,4      | 1.         | 474,5 | złoto   |
| trampolina 3 m | Aileen Riggin     | 439,3      | 2.         | 460,4 | srebro  |
| trampolina 3 m | Caroline Fletcher | 446,6      | 1.         | 436,4 | brąz    |

### Strzelectwo
| Konkurencja                                   | Zawodnik                                                                                | Finał | Finał   |
| Konkurencja                                   | Zawodnik                                                                                | Wynik | Pozycja |
| --------------------------------------------- | --------------------------------------------------------------------------------------- | ----- | ------- |
| pistolet szybkostrzelny 25 m                  | Henry Bailey                                                                            | 18    | złoto   |
| pistolet szybkostrzelny 25 m                  | Bernard Betke                                                                           | 17    | 9.      |
| pistolet szybkostrzelny 25 m                  | William Frazer                                                                          | 17    | 9.      |
| pistolet szybkostrzelny 25 m                  | William Whaling                                                                         | 17    | 9.      |
| karabin małokalibrowy leżąc 50 m              | Marcus Dinwiddie                                                                        | 396   | srebro  |
| karabin małokalibrowy leżąc 50 m              | Walter Stokes                                                                           | 390   | 10.     |
| karabin małokalibrowy leżąc 50 m              | John Boles                                                                              | 389   | 12.     |
| karabin małokalibrowy leżąc 50 m              | John Grier                                                                              | 389   | 12.     |
| karabin dowolny 600 m leżąc                   | Bud Fisher                                                                              | 95    | złoto   |
| karabin dowolny 600 m leżąc                   | Carl Osburn                                                                             | 95    | srebro  |
| karabin dowolny 600 m leżąc                   | Walter Stokes                                                                           | 92    | 4.      |
| karabin dowolny 600 m leżąc                   | Dennis Fenton                                                                           | 82    | 24.     |
| karabin dowolny drużynowo                     | Morris Fisher Walter Stokes Joseph Crockett Raymond Coulter Sidney Hinds                | 676   | złoto   |
| runda pojedyncza – sylwetka jelenia           | John Boles                                                                              | 40    | złoto   |
| runda pojedyncza – sylwetka jelenia           | Walter Stokes                                                                           | 35    | 10.     |
| runda pojedyncza – sylwetka jelenia           | Dennis Fenton                                                                           | 34    | 12.     |
| runda pojedyncza – sylwetka jelenia           | Raymond Coulter                                                                         | 32    | 17.     |
| runda podwójna – sylwetka jelenia             | John Boles                                                                              | 64    | 7.      |
| runda podwójna – sylwetka jelenia             | Raymond Coulter                                                                         | 62    | 9.      |
| runda podwójna – sylwetka jelenia             | Walter Stokes                                                                           | 60    | 12.     |
| runda podwójna – sylwetka jelenia             | Dennis Fenton                                                                           | 49    | 24.     |
| runda pojedyncza – sylwetka jelenia drużynowo | John Boles Walter Stokes Raymond Coulter Dennis Fenton                                  | 148   | brąz    |
| runda podwójna – sylwetka jelenia drużynowo   | John Boles Walter Stokes Raymond Coulter Dennis Fenton                                  | 233   | 5.      |
| trap indywidualnie                            | Frank Hughes                                                                            | 97    | brąz    |
| trap indywidualnie                            | Samuel Sharman                                                                          | 96    | 6.      |
| trap indywidualnie                            | Wilford Fauwcett                                                                        | 91    | 18.     |
| trap indywidualnie                            | Frederick Etchen                                                                        | 89    | 24.     |
| trap drużynowo                                | Frank Hughes Samuel Sharman William Silkworth Frederick Etchen John Noel Clarence Platt | 363   | złoto   |

### Szermierka
Mężczyźni
| Konkurencja          | Zawodnik | 1 runda | 1 runda | 2 runda                                                                            | 2 runda       | Ćwierćfinał | Ćwierćfinał   | Półfinały | Półfinały      | Finał          | Finał          | Pozycja        |
| Konkurencja          | Zawodnik | Przeciwnik | Wynik   | Przeciwnik                                                                         | Wynik         | Przeciwnik | Wynik         | Przeciwnik | Wynik          | Przeciwnik     | Wynik          | Pozycja        |
| -------------------- | --- | --- | ------- | ---------------------------------------------------------------------------------- | ------------- | --- | ------------- | --- | -------------- | -------------- | -------------- | -------------- |
| szpada indywidualnie | George Calnan | Ernest Gevers Gustaf Lindblom Konstandinos Nikolopulos Joseph Misrahi Frederico Paredes Pieter von Boven Viggo Stilling-Andersen Johan Falkenberg Carlos Miguel |         |                                                                                    |               | Charles Delporte Domingo Garcia Raoul Heide Luis Lucchetti Ivan Osiier Roger Ducret Gustaf Lindblom Krikor Agathon Frederico Paredes Martin Holt                         |               | Nie awansował | Nie awansował  | Nie awansował  | Nie awansował  | Nie awansował  |
| szpada indywidualnie | George Breed | Charles Delporte Charles Biscoe Virgilio Mantegazza Carl Gripenstedt Krikor Agathon Domingo Mendy Constantin Antoniades Josef Jungmann Miguel Zabalza           |         |                                                                                    |               | Ramón Fonst Carl Gripenstedt Henri Jacquet Léon Tom Gaston Cornereau Peter Ryefelt Rui Mayer Wouter Brouwer Pedro Nazar                                                  |               | Nie awansował | Nie awansował  | Nie awansował  | Nie awansował  | Nie awansował  |
| szpada indywidualnie | Allan Milner | Eugène Empeyta Armand Massard Ivan Osiier Martin Holt Luis Lucchetti Ramíro Mañalich Salvador Quesada Santos Ferreira                                           |         |                                                                                    |               | Frédéric Fitting Renzo Compagna Paul Anspach Mário de Noronha Trifon Triandafilakos Armand Massard Willem van Blijenburgh Conrado Rolando Robert Frater Bror Lagercrantz |               | Virgilio Mantegazza Georges Buchard Armand Massard Paul Anspach Peter Ryefelt Ernest Gevers Charles Biscoe Eugène Empeyta Ramón Fonst Domingo Garcia Carl Gripenstedt |                | Nie awansował  | Nie awansował  | Nie awansował  |
| szpada indywidualnie | Arthur Lyon | Gaston Cornereau Sigurd Akre Rui Mayer Willem van Blijenburgh Wenceslao Paunero Peter Ryefelt Robert Montgomerie Jan Tille                                      |         |                                                                                    |               | Nie awansował | Nie awansował | Nie awansował | Nie awansował  | Nie awansował  | Nie awansował  | Nie awansował  |
| szpada drużynowo     | George Breed George Calnan Arthur Lyon Allan Milner William Russell Leon Shore Donald Waldhaus                                   | Francja · Szwecja | W       |                                                                                    |               | Belgia · Szwajcaria | W             | Francja · Portugalia | P              | Nie awansowali | Nie awansowali | Nie awansowali |
| floret indywidualnie | Harold Bloomer | Frédéric Fitting Robert Montgomerie Ernst Huber | P W     | Maurice Van Damme Frithjof Lorentzen Gil de Andrade Nicolaas Nederpeld Pedro Mendy | P W P         | Nie awansował | Nie awansował | Nie awansował | Nie awansował  | Nie awansował  | Nie awansował  | Nie awansował  |
| floret indywidualnie | Burke Boyce | Jacques Coutrot Frederick Sherriff Sigurd Akre Gilberto Tellechea                                                                                               | P W P W | Philippe Cattiau Domingo Mendy Jens Berthelsen Émile Dufranc                       | P W P         | Nie awansował | Nie awansował | Nie awansował | Nie awansował  | Nie awansował  | Nie awansował  | Nie awansował  |
| floret indywidualnie | George Calnan | Edgar Seligman Adrianus de Jong Erik Sjøqvist Félix de Pomés | P W     | Robert Montgomerie Roger Ducret Horacio Casco Diego Díez John Albaret              | P W           | Edgar Seligman Roger Ducret Ivan Osiier Charles Crahay Manuel Queiróz | W P W         | Philippe Cattiau Edgar Seligman Jacques Coutrot Balthasar De Beukelaer Frithjof Lorentzen                                                                             | P W            | Nie awansował  | Nie awansował  | Nie awansował  |
| floret indywidualnie | Thomas Jeter | Ivan Osiier Domingo Mendy Balthasar De Beukelaer | P       | Nie awansował                                                                      | Nie awansował | Nie awansował | Nie awansował | Nie awansował | Nie awansował  | Nie awansował  | Nie awansował  | Nie awansował  |
| floret drużynowo     | Philip Allison Burke Boyce George Breed George Calnan Thomas Jeter Alfred Walker                                                 | Argentyna · Holandia | W       |                                                                                    |               | Francja · Dania | P             | Nie awansowali | Nie awansowali | Nie awansowali | Nie awansowali | Nie awansowali |
| szabla indywidualnie | Ernest Gignoux | |         |                                                                                    |               | Horacio Casco Jules Maés Conrado Rolando Bino Bini Cornelis Ekkart Svend Munck                                                                                           | P W           | Nie awansował | Nie awansował  | Nie awansował  | Nie awansował  | Nie awansował  |
| szabla indywidualnie | Chauncey McPherson | |         |                                                                                    |               | Roger Ducret Ivan Osiier Robin Dalglish Zoltán Schenker Jan van der Wiel Manuel Toledo                                                                                   | P W P W       | Nie awansował | Nie awansował  | Nie awansował  | Nie awansował  | Nie awansował  |
| szabla indywidualnie | Arthur Lyon | |         |                                                                                    |               | Giulio Sarrocchi Ödön Tersztyánszky Marc Perrodon Carmelo Merlo Archibald Corble Fernando Guillén Joanis Jeorjadis                                                       | P W P         | Nie awansował | Nie awansował  | Nie awansował  | Nie awansował  | Nie awansował  |
| szabla indywidualnie | Laurence Castner | |         |                                                                                    |               | Omer Berck Marcello Bertinetti Maarten van Dulm Rafael Fernández Julián de Olivares                                                                                      | P W P W       | Roger Ducret Marcello Bertinetti Zoltán Schenker Adrianus de Jong Raúl Sola Omer Berck Robin Dalglish Domingo Mendy                                                   | P W P          | Nie awansował  | Nie awansował  | Nie awansował  |
| szabla drużynowo     | Laurence Castner Edwin Fullinwider Ernest Gignoux Arthur Lyon Chauncey McPherson Joseph Parker Albert Strauss Harold Van Buskirk | Holandia · Urugwaj · Polska | P W     |                                                                                    |               | Węgry · Włochy · Belgia | P             | Nie awansowali | Nie awansowali | Nie awansowali | Nie awansowali | Nie awansowali |

Kobiety
| Konkurencja          | Zawodnik        | 1 runda    | 1 runda | Ćwierćfinał                                                                                  | Ćwierćfinał | Półfinały      | Półfinały      | Finał          | Finał          | Pozycja        |
| Konkurencja          | Zawodnik        | Przeciwnik | Wynik   | Przeciwnik                                                                                   | Wynik       | Przeciwnik     | Wynik          | Przeciwnik     | Wynik          | Pozycja        |
| -------------------- | --------------- | ---------- | ------- | -------------------------------------------------------------------------------------------- | ----------- | -------------- | -------------- | -------------- | -------------- | -------------- |
| floret indywidualnie | Irma Hopper     |            |         | Ellen Osiier Gladys Davies E. Fitting Elsa Hellquist Yvonne Conte Johanna Stokhuyzen-de Jong | P W P P W   | Nie awansowała | Nie awansowała | Nie awansowała | Nie awansowała | Nie awansowała |
| floret indywidualnie | Adelaide Gehrig |            |         | Grete Heckscher Fernande Tassy Gizella Tary S. Bonnard Alice Walker                          | P W         | Nie awansowała | Nie awansowała | Nie awansowała | Nie awansowała | Nie awansowała |

### Tenis ziemny
| Konkurencja | Zawodnik                            | 1 runda                               | 2 runda                                          | 3 runda                                             | 4 runda                                                       | Ćwierćfinały                                             | Półfinały                                                 | Finał                                                    | Miejsce |
| Konkurencja | Zawodnik                            | Przeciwnik Wynik                      | Przeciwnik Wynik                                 | Przeciwnik Wynik                                    | Przeciwnik Wynik                                              | Przeciwnik Wynik                                         | Przeciwnik Wynik                                          | Przeciwnik Wynik                                         | Miejsce |
| ----------- | ----------------------------------- | ------------------------------------- | ------------------------------------------------ | --------------------------------------------------- | ------------------------------------------------------------- | -------------------------------------------------------- | --------------------------------------------------------- | -------------------------------------------------------- | ------- |
| Singiel (m) | Vincent Richards                    |                                       | Victor de Laveleye W 3:0 (6:2,6:4,4:0)           | Mohammed Sleem W 3:2 (8:6,2:6,6:4,4:6,6:2)          | Manuel Alonso W 3:1 (7:5,10:8,2:6,6:3)                        | René Lacoste W 3:2 (8:6,4:6,1:6,6:2,6:3)                 | Umberto De Morpurgo W 3:1 (6:3,3:6,6:1,6:4)               | Henri Cochet W 3:2 (6:4,6:4,5:7,4:6,6:2)                 | złoto   |
| Singiel (m) | Richard N. Williams                 |                                       | Sayed Hadi W 3:0 (6:0,6:2,6:1)                   | Pavel Macenauer W 3:2 (6:2,4:6,3:6,6:2,6:1)         | Béla von Kehrling W 3:2 (6:4,3:6,6:3,4:6,6:3)                 | Henri Cochet P 1:3 (7:5,3:6,2:6,4:6)                     | Nie awansował                                             | Nie awansował                                            | 5.      |
| Singiel (m) | Watson Washburn                     | Clemente Serventi W 3:0 (6:4,6:3,6:4) | Gheorghe Lupu W 3:0 (6:2,6:3,6:4)                | Christiaan van Lennep W 3:1 (2:6,6:1,6:1,6:2)       | Sydney Jacob P 1:3 (1:6,4:6,10:8,2:6)                         | Nie awansował                                            | Nie awansował                                             | Nie awansował                                            | 9.      |
| Singiel (m) | Francis Hunter                      | Arne Grahn W 3:0 (6:3,6:0,6:2)        | Arturo Hortal W 3:0 (6:3,6:3,6:1)                | Jean Washer P 2:3 (6:2,6:1,2:6,1:6,4:6)             | Nie awansował                                                 | Nie awansował                                            | Nie awansował                                             | Nie awansował                                            | 17.     |
| debel (m)   | Francis Hunter Vincent Richards     |                                       | Nicolae Mișu Misu Stern W (w/o)                  | James Bayley James Willard W 3:0 (6:1,6:2,6:2)      | Jan Koželuh Ladislav Žemla W 3:0 (6:2,6:3,6:4)                | José Alonso Manuel Alonso W 3:0 (6:4,6:4,6:3)            | Jean Borotra René Lacoste W 3:2 (6:2,6:3,0:6,5:7,6:3)     | Jacques Brugnon Henri Cochet W 3:2 (4:6,6:2,6:3,2:6,6:3) | złoto   |
| debel (m)   | Richard N. Williams Watson Washburn |                                       | Lajos Göncz Kálmán Kirchmayr W 3:0 (6:1,6:0,6:0) | Ernst Gottlieb Friedrich Rohrer W 3:0 (6:3,6:2,6:1) | Erik Tegner Einer Ulrich W 3:0 (6:4,6:4,12:10)                | Jack Condon Ivie Richardson P 2:3 (6:4,9:11,6:4,4:6,4:6) | Nie awansowali                                            | Nie awansowali                                           | 5.      |
| singiel (k) | Helen Wills Moody                   |                                       |                                                  | wolny los                                           | Phyllis Satterthwaite W 2:0 (6:1,6:1)                         | Molla Mallory W 2:0 (6:2,6:3)                            | Germaine Golding W 2:0 (6:2,6:1)                          | Julie Vlasto W 2:0 (6:2,6:2)                             | złoto   |
| singiel (k) | Marion Jessup                       |                                       |                                                  | wolny los                                           | Rosa Torras W 2:0 (6:2,6:0)                                   | Kathleen McKane P 0:2 (2:6,0:6)                          | Nie awansowała                                            | Nie awansowała                                           | 5.      |
| singiel (k) | Eleanor Goss                        |                                       |                                                  | wolny los                                           | Julie Vlasto P 1:2 (3:6,6:2,4;6)                              | Nie awansowała                                           | Nie awansowała                                            | Nie awansowała                                           | 9.      |
| singiel (k) | Lillian Scharman                    |                                       |                                                  | Lili de Alvarez P 0:2 (2:6,2:6)                     | Nie awansowała                                                | Nie awansowała                                           | Nie awansowała                                            | Nie awansowała                                           | 17.     |
| debel (k)   | Helen Wills Moody Hazel Wightman    |                                       |                                                  |                                                     | wolny los                                                     | wolny los                                                | Dorothy Shepherd-Barron Evelyn Colyer W 2:1 (6:3,1:6,7:5) | Phyllis Covell Kathleen McKane W 2:0 (7:5,8:6)           | złoto   |
| debel (k)   | Marion Jessup Eleanor Goss          |                                       |                                                  | Phyllis Covell Kathleen McKane P 0:2 (1:6,2:6)      | Nie awansowały                                                | Nie awansowały                                           | Nie awansowały                                            | Nie awansowały                                           | 11.     |
| mikst       | Hazel Wightman Richard N. Williams  |                                       |                                                  | Suzanne Lenglen Henri Cochet W (w/o)                | Lena Valaoritou-Skaramaga Avgoustos Zerlentis W 2:0 (6:2,6:1) | Sigrid Fick Henning Müller W 2:0 (8:6,6:2)               | Kathleen McKane John Brian Gilbert W 2:1 (2:6,8:6,6:1)    | Marion Jessup Vincent Richards W 2:0 (6:2,6:3)           | złoto   |
| mikst       | Marion Jessup Vincent Richards      |                                       |                                                  | Marguerite Billout Jean Borotra W 2:0 (6:3,6:1)     | Molla Mallory Jack Nielsen W 2:0 (6:3,6:2)                    | Lilí Álvarez Eduardo Flaquer W 2:0 (6:3,6:1)             | Cornelia Bouman Hendrik Timmer W 2:0 (6:3,6:0)            | Hazel Wightman Richard N. Williams P 0:2 (2:6,3:6)       | srebro  |

### Wioślarstwo
| Konkurencja           | Zawodnik | Półfinał | Półfinał | Finał  | Finał | Pozycja |
| Konkurencja           | Zawodnik | Czas     | M.       | Czas   | M.    | Pozycja |
| --------------------- | --- | -------- | -------- | ------ | ----- | ------- |
| Jedynka               | William Gilmore | 7:03,2   | 1.       | 7:54,0 | 2.    | srebro  |
| Dwójka podwójna       | Paul Costello John B. Kelly | 6:34,0   | 1.       | 6:34,0 | 1.    | złoto   |
| dwójka ze sternikiem  | Leon Butler Edward Jennings Harold Wilson | b.d      | 2.       | b.d    | 3.    | brąz    |
| Czwórka ze sternikiem | Robert Gerhardt Sidney Jelinek John Kennedy Edward Mitchell Henry Welsford                                                                         | 7:19,0   | 1.       | b.d    | 3.    | brąz    |
| ósemka                | Leonard Carpenter Howard Kingsbury Alfred Lindley John Miller James Rockefeller Frederick Sheffield Laurence Stoddard Benjamin Spock Alfred Wilson | 5:51,0   | 1.       | 6:33,4 | 1.    | złoto   |

### Zapasy
Styl wolny
| Konkurencja                | Zawodnik           | 1/8 finału          | Ćwierćfinał        | Półfinał                              | Finał                             | Miejsce       |
| Konkurencja                | Zawodnik           | Przeciwnik Wynik    | Przeciwnik Wynik   | Przeciwnik Wynik                      | Przeciwnik Wynik                  | Miejsce       |
| -------------------------- | ------------------ | ------------------- | ------------------ | ------------------------------------- | --------------------------------- | ------------- |
| styl wolny waga kogucia    | Charles MacWilliam | Ragnar Larsson p    | Nie awansował      | Nie awansował                         | Nie awansował                     | Nie awansował |
| styl wolny waga kogucia    | Bryan Hines        |                     | Jaak Dillen W      | Kustaa Pihlajamäki p Ragnar Larsson W | Kaarlo Mäkinen p Gaston Ducayla W | brąz          |
| styl wolny waga piórkowa   | Chester Newton     | Sigfrid Hansson W   | Aage Torgensen W   | Eetu Huupponen W Anton Koolmann W     | Robin Reed p Katsutoshi Naitō W   | srebro        |
| styl wolny waga piórkowa   | Robin Reed         | Anton Koolmann W    | Katsutoshi Naitō W | Cliff Chilcott W                      | Sigfrid Hansson W                 | złoto         |
| styl wolny waga lekka      | Russell Vis        | Walter Montgomery W | Émile Pouvroux W   | Arvo Haavisto W                       | Volmar Wikström W                 | złoto         |
| styl wolny waga lekka      | Perry Martter      | Alfred Praks p      | Nie awansował      | Nie awansował                         | Nie awansował                     | Nie awansował |
| styl wolny waga półśrednia | Guy Lookabough     | Otto Müller W       | John Davis W       | Donald Stockton W Eino Leino P        | Hermann Gehri p                   | 7.            |
| styl wolny waga półśrednia | William Johnson    |                     | Hermann Gehri p    | Gaston Fichu W John Davis W           | Eino Leino p Otto MüllerP         | 4.            |
| styl wolny waga średnia    | Walter Wright      | Vilho Pekkala p     | Nie awansował      | Nie awansował                         | Nie awansował                     | Nie awansował |
| styl wolny waga średnia    | Herschel Smith     | Svend Nielsen W     | Vilho Pekkala p    | Nie awansował                         | Nie awansował                     | Nie awansował |
| styl wolny waga półciężka  | John Spellman      | Walter Wilson W     | George Rumpel W    | Calle Westergren W                    | Rudolf Svensson W                 | złoto         |
| styl wolny waga półciężka  | Charles Strack     | Charles Courant P   | Nie awansował      | Nie awansował                         | Nie awansował                     | Nie awansował |
| styl wolny waga ciężka     | Roger Flanders     |                     | Ernst Nilsson p    | Nie awansował                         | Nie awansował                     | Nie awansował |
| styl wolny waga ciężka     | Harry Steel        |                     | Archie MacDonald W | Henri Wernli W                        | Ernst Nilsson W                   | złoto         |